# Kim Do-yeon (Leichtathletin)
Kim Do-yeon (koreanisch 김도연; * 2. September 1993) ist eine südkoreanische Leichtathletin, die sich auf den Langstreckenlauf spezialisiert hat und aktuell Inhaberin des Landesrekordes im Marathonlauf ist.

## Sportliche Laufbahn
Erste internationale Erfahrungen sammelte Kim Do-yeon bei den Jugendweltmeisterschaften 2009 in Brixen, bei denen sie im 3000-Meter-Lauf in 9:44,15 min den achten Platz belegte. 2012 nahm sie über 5000 Meter an den Juniorenweltmeisterschaften in Barcelona teil und wurde dort 13. 2014 nahm sie erstmals an den Asienspielen im heimischen Incheon teil, wurde dort Elfte über 5000 Meter sowie in 34:47,31 min Zehnte im 10.000-Meter-Lauf. Zwei Jahre später nahm sie erstmal an einem Marathonrennen in Seoul teil und wurde dort in 2:37:18 h Zwölfte. Im Jahr darauf gewann sie den Marathon und wurde beim Gyeonggi-Halbmarathon Zweite. 2018 nahm sie erneut an den Asienspielen in Jakarta teil und wurde dort in 2:39:28 h Sechste im Marathonlauf. 2025 belegte sie bei den Asienmeisterschaften in Gumi in 34:12,700 min den zehnten Platz über 10.000 Meter. 
In den Jahren 2016, 2022 und 2024 wurde Kim südkoreanische Meisterin im 5000-Meter-Lauf sowie 2024 auch über 1500 Meter.

## Persönliche Bestleistungen
- 1500 Meter: 4:19,38 min, 23. Juni 2024 in Jeongseon
- 3000 Meter: 9:44,15 min, 8. Juli 2009 in Brixen
- 5000 Meter: 15:34,17 min, 13. Juli 2017 in Abashiri (südkoreanischer Rekord)
- 10.000 Meter: 33:05,66 min, 6. Juli 2017 in Fukagawa
- Halbmarathon: 1:11:00 h, 4. Februar 2018 in Marugame
- Marathon: 2:25:41 h, 18. März 2018 in Seoul (südkoreanischer Rekord)